# Pandanus borneensis
Pandanus borneensis är en enhjärtbladig växtart som beskrevs av Otto Warburg. Pandanus borneensis ingår i släktet Pandanus och familjen Pandanaceae. Inga underarter finns listade.